# Thelypteris basisceletica
Thelypteris basisceletica är en kärrbräkenväxtart som beskrevs av C.Sánchez, Caluff och O.Alvarez. Thelypteris basisceletica ingår i släktet Thelypteris och familjen Thelypteridaceae. Inga underarter finns listade.